# Алтыново (Московская область)
Алтыново — деревня в Рузском районе Московской области, входящая в сельское поселение Колюбакинское. Население — 43 чел. (2010). До 2006 года Алтыново входило в состав Краснооктябрьского сельского округа
Деревня расположена на северо-востоке района, примерно в 9 километрах к северо-востоку от пгт Тучково, на границе с Одинцовским районом, по левому берегу Москва-реки, у устья реки Поноши, высота центра над уровнем моря 160 м. Ближайшие населённые пункты — Хотяжи практически вплотную на юго-востоке, Бережки в 0,7 км на юг и Крюково — в 1 км на запад. Алтыново связано автобусным сообщением с Москвой (от м. «Тушинская» автобус № 455 Москва — Звенигород — Тучково — Руза) и Звенигородом (автобус № 51 ст. Звенигород — Хотяжи).

## Население
| 2002 | 2006 | 2010 |
| ---- | ---- | ---- |
| 0    | →0   | ↗43  |